# Thelecythara
Thelecythara is een geslacht van weekdieren uit de klasse van de Gastropoda (slakken).

## Soorten
- Thelecythara borroi Sarasua, 1975
- Thelecythara dominguezi Gibson-Smith J. & W., 1983
- Thelecythara dushanae McLean & Poorman, 1971
- Thelecythara floridana Fargo, 1953
- Thelecythara mucronata (Guppy, 1896)